# Jenaplan-Gymnasium Nürnberg
Die Jenaplan-Schule Nürnberg ist ein wirtschafts- und sozialwissenschaftliches Gymnasium in freier Trägerschaft der Jenaplan-Gymnasium Nürnberg eG im Nürnberger Stadtteil Schniegling und als Ersatzschule staatlich genehmigt.

## Geschichte
Die Schule entstand aus einer Elterninitiative unter der Leitung von Bernd Beisse und Andreas Fürsattel, die die Jenaplan-Pädagogik der Jenaplan-Grundschule auch in einer weiterführenden Schule fortsetzen wollte. Als Organisationsform wurde eine Genossenschaft gewählt und die Jenaplan Gymnasium Nürnberg eG 2010 gegründet. Nachdem 2010 seitens des Bayerischen Kultusministeriums die Genehmigung für die Führung eines Gymnasiums nach Jenaplan-Pädagogik erteilt worden war, begann der Schulbetrieb im September in Räumlichkeiten des leerstehenden Quelle-Areals im Nürnberger Stadtteil Eberhardshof. Nachdem jedoch erhöhte Schadstoffkonzentrationen im Komplex festgestellt worden waren, zog die Schule im Dezember 2010 übergangsweise in die ehemalige Pfisterschule in der Fürther Altstadt, die jedoch schon bald zu klein für die wachsenden Schülerzahlen wurde. Im September 2013 zog die Schule deshalb auf das Soldangelände in der Herderstraße im Stadtteil Schniegling, mit dem man nun einen dauerhaften Standort gefunden hat.
2020 wurde mehrfach in den Medien über die schnelle Implementierung des Online-Unterrichts berichtet.